# Hogna pulchella
Hogna pulchella este o specie de păianjeni din genul Hogna, familia Lycosidae. A fost descrisă pentru prima dată de Keyserling, 1877.
Este endemică în Columbia. Conform Catalogue of Life specia Hogna pulchella nu are subspecii cunoscute.